# Bergkamen
Bergkamen,một thị trấn của Đức ở phía đông của Ruhrgebiet và phía Nam của Münsterland. 
Bergkamen, một thị trấn khá mới ở phía đông của Khu vực Ruhr và phía Nam của Münsterland, được thành lập năm 1966 do sự sáp nhập của 5 cộng đồng nhỏ đầu tiên. Lịch sử của thị trấn, tuy nhiên, trở lại thời La Mã cổ đại - điều này có thể được trải nghiệm bằng cách viếng thăm Bảo tàng Thành phố Bergkamen, có một bộ phận La Mã lớn, và khu vực khảo cổ học gần đó, "Roemerlager".

## Những người nổi tiếng quê ở đây

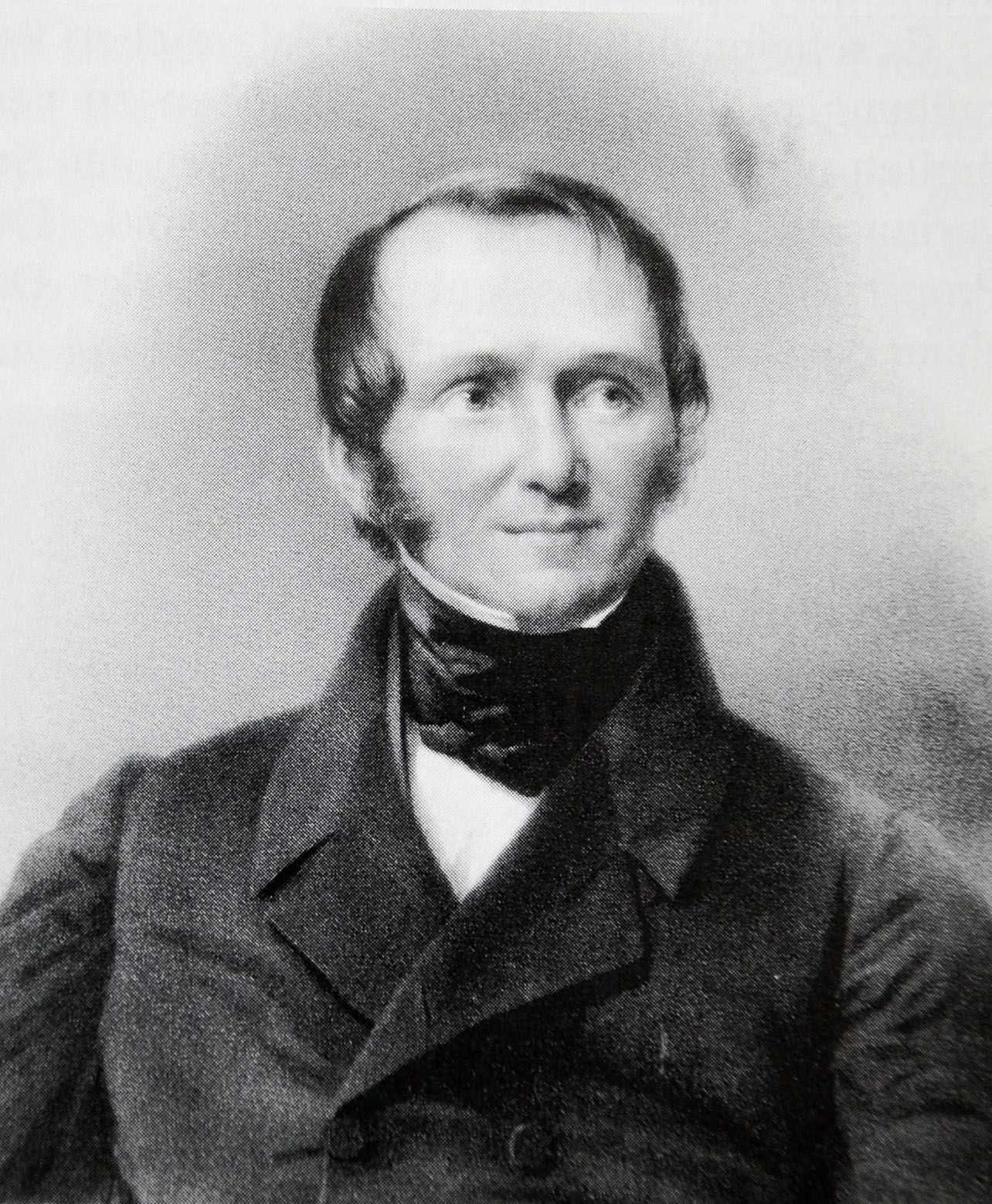
Ernst von Bodelschwingh.

- Heiko Antoniewicz, (sinh năm 1965), đầu bếp Đức
- Carl von Bodelschwingh, (1800-1873), Bộ trưởng Tài chính Phổ
- Ernst von Bodelschwingh-Velmede, (1794-1854), Bộ trưởng Bộ Nội vụ và Nội các Phổ
- Ernst von Bodelschwingh, (1906-1993), chính trị gia người Đức (Thành viên Bundestag, CDU)
- Eugen Drewermann, sinh năm 1940, nhà thần học, nhà phê bình nhà thờ, tác giả bán chạy nhất
- Konrad Ott (sinh năm 1959), triết gia và nhà đạo đức
- Frauke Petry (sinh năm 1975), chính trị gia người Đức (AfD), sống tại Bergkamen và đi học ở đó
- Dietrich Schwanitz (1940-2004), tác giả có sách bán chạy nhất, đã lớn lên ở Rünthe
- Hans F. Sennholz (1922-2007), nhà kinh tế học
- Peer Steinbrück (sinh năm 1947), chính trị gia người Đức (SPD), thành viên của Landtag, đại diện cho Bergkamen 2000-2005

## Thành phố kết nghĩa
- Đức Hettstedt, từ năm 1990
- Thổ Nhĩ Kỳ Taşucu, từ năm 1994
- Pháp Gennevilliers, từ năm 1995
- Ba Lan Wieliczka, từ năm 1995